# Live from Albertane
Live From Albertane é o sexto álbum da banda americana Hanson. Como o nome sugere, este é um álbum ao vivo gravado durante a turnê do grupo. Albertane é um lugar fictício, a capital de Marte referida na canção Man From Milwaukee. O álbum foi lançado em 3 de novembro de 1998, gravado em 21 de Julho de 1998 na Key Arena em Seattle.

## Faixas
Todas as faixas por Isaac Hanson, Taylor Hanson, Zac Hanson, exceto onde anotado.
1. "Gimme Some Lovin'/Shake a Tail Feather" (Davis, Winwood, Winwood) – 5:07
2. "Where's the Love" – 2:53
3. "River" – 3:28
4. "I Will Come to You" (Isaac Hanson, Taylor Hanson, Zac Hanson, Barry Mann, Cynthia Weil) – 4:18
5. "Ever Lonely" – 3:07
6. "Speechless" (Isaac Hanson, Taylor Hanson, Zac Hanson, Stephen Lironi) – 3:31
7. "With You in Your Dreams" (Isaac Hanson, Taylor, Hanson, Zac Hanson) – 4:18
8. "A Minute Without You" (Isaac Hanson, Taylor Hanson, Zac Hanson, Mark Hudson) – 3:34
9. "Money" (That's What I Want)" (Bradford, Gordy) – 2:15
10. "More Than Anything" – 4:20
11. "MMMBop" – 4:11
12. "Man from Milwaukee" – 3:59

## Créditos

### Banda
- Isaac Hanson - vocal, vocal de apoio, guitarra, violão e piano
- Taylor Hanson - vocal, vocal de apoio, órgão, congas
- zac Hanson - vocal, vocal de apoio, bateria, percussão

### Músicos adicionais
- Scott Hogan - baixo
- jason Taylor - guitarra
- Matt rhode - piano, órgão

### Produção
- Produtores - Hanson, Elliot Scheiner
- Mixagem - Elliot Scheiner
- Engenheiro - Joh Russel, Joe Peccerillo e Dennis Hrbek
- Editor - Rob Mousey
- Coordenador - Shari Sutcliffe
- Assistentes - Pat Lambert e steve Smith
- Edição digital e masterização - Ted Jensen

## Posições nas paradas

### Álbum
| Ano  | Posição na parada | Posição na parada | Posição na parada | Posição na parada | Certificação |
| Ano  | EUA               | JAP               | RU                | AUS               | Certificação |
| ---- | ----------------- | ----------------- | ----------------- | ----------------- | ------------ |
| 1998 | 32                | -                 | 129               | 21                | - RIAA: Ouro |